# كيث ماغيري
كيث ماغيري (20 مارس 1961 في المملكة المتحدة - ) (بالإنجليزية: Keith Maguire)‏ هو لاعب كريكت بريطاني. لعب مع نادي وارويكشاير للكريكيت ‏ ونادي مقاطعة ستافوردشاير للكريكت ‏.

## وصلات خارجية
- كيث ماغيري على موقع إي آس بي آن كريك إنفو (الإنجليزية)